# Kuptschynzi (Ternopil)

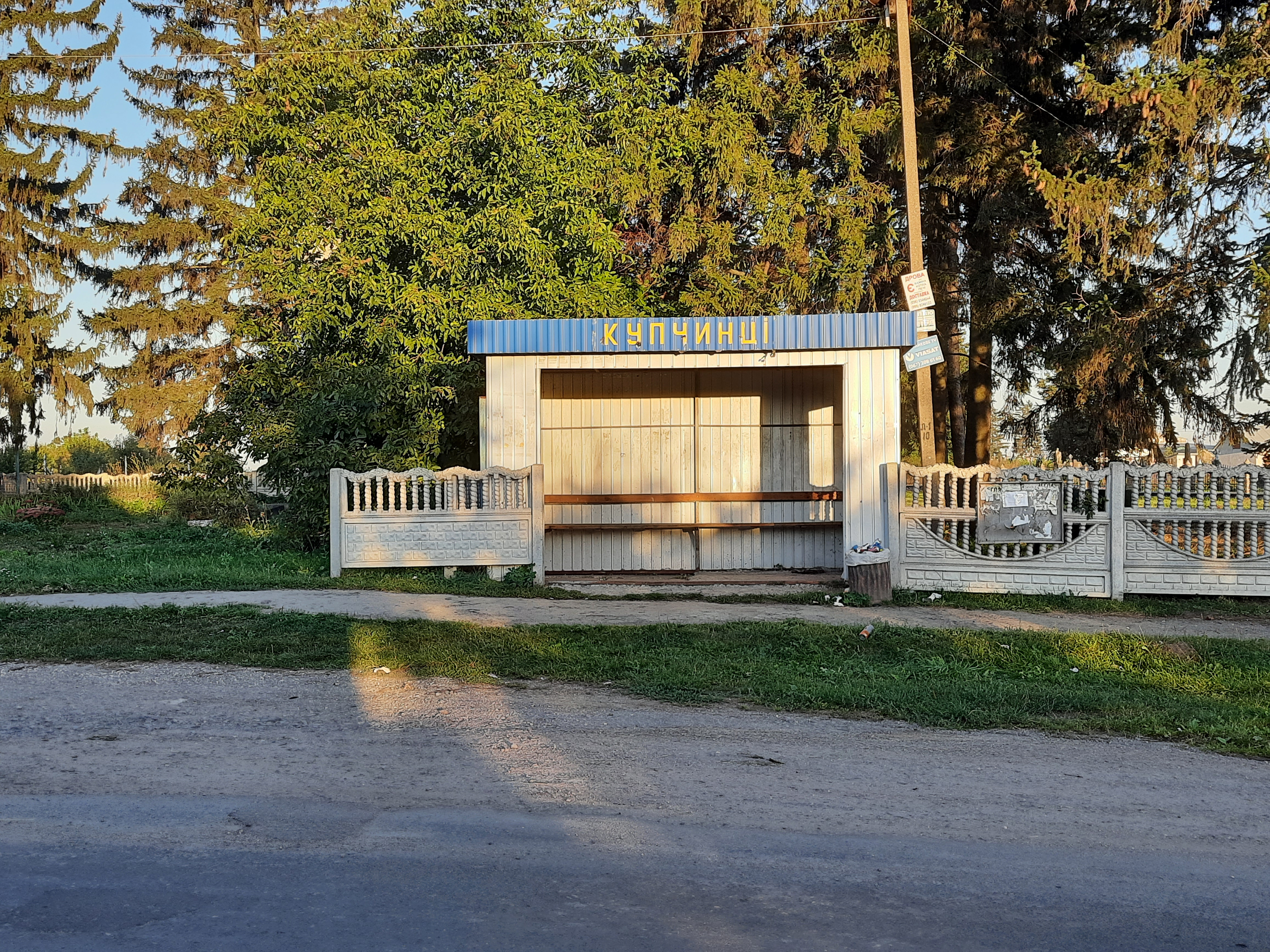
Bushaltestelle Kuptschynzi

Kuptschynzi (ukrainisch Купчинці; russisch Купчинцы/Kuptschinzy; polnisch Kupczyńce) ist ein Dorf in der ukrainischen Oblast Ternopil mit etwa 1200 Einwohnern.
Das Dorf liegt im Osten des Rajon Kosowa am Ufer der Strypa, 15 Kilometer östlich vom ehemaligen Rajonzentrum Kosowa und etwa 21 Kilometer südwestlich der Oblasthauptstadt Ternopil gelegen.

## Geschichte
Der Ort wurde 1312 zum ersten Mal schriftlich erwähnt und lag zunächst in der Woiwodschaft Ruthenien als Teil der Adelsrepublik Polen. Von 1772 bis November 1918 gehörte er unter seinem polnischen Namen Kupeczince, später Kupczyńce zum österreichischen Galizien, hier lag es ab 1867 im politischen Bezirk Tarnopol.
Nach dem Ende des Ersten Weltkrieges kam der Ort zu Polen (in die Woiwodschaft Tarnopol, Powiat Tarnopol, Gmina Jastrzębowo), wurde im Zweiten Weltkrieg ab September 1939 von der Sowjetunion und dann ab Sommer 1941 bis 1944 von Deutschland besetzt, hier wurde der Ort in den Distrikt Galizien eingegliedert.
Nach dem Ende des Krieges wurde der Ort der Sowjetunion zugeschlagen, dort kam das Dorf zur Ukrainischen SSR und ist seit 1991 ein Teil der heutigen Ukraine.

## Gemeinde
Am 27. Juli 2018 wurde das Dorf zum Zentrum der neugegründeten Landgemeinde Kuptschynzi (Купчинецька сільська громада Kuptschynezka silska hromada). Zu dieser zählen noch die 7 in der untenstehenden Tabelle aufgelisteten Dörfer, bis dahin bildete es zusammen mit dem Dorf Drahomaniwka die Landratsgemeinde Kuptschynzi (Купчинецька сільська рада/Kuptschynezka silska rada) im Südosten des Rajons Kosowa.
Seit dem 17. Juli 2020 ist sie ein Teil des Rajons Ternopil.
Folgende Orte sind neben dem Hauptort Kuptschynzi Teil der Gemeinde:
| Name                     | Name         | Name                        | Name          | Name |
| ukrainisch transkribiert | ukrainisch   | russisch                    | polnisch      |      |
| ------------------------ | ------------ | --------------------------- | ------------- | ---- |
| Denyssiw                 | Денисів      | Денисов (Denissow)          | Denysów       |      |
| Drahomaniwka             | Драгоманівка | Драгомановка (Dragomanowka) | Draganówka    |      |
| Dworyschtsche            | Дворище      | Дворище (Dworischtsche)     | Dworzyska     |      |
| Ischkiw                  | Ішків        | Ишков (Ischkow)             | Iszczków      |      |
| Jastrubowe               | Яструбове    | Ястребово (Jastrebowo)      | Jastrzębowo   |      |
| Rossochuwatez            | Росохуватець | Росоховатец (Rossochowatez) | Rosochowaciec |      |
| Wesniwka                 | Веснівка     | Весновка (Wesnowka)         | -             |      |